# سقوط آنجل (فیلم)
سقوط آنجل (به انگلیسی: Angel Has Fallen) یک فیلم سینمایی اکشن آمریکایی محصول ۲۰۱۹ است که توسط ریک رومن وا کارگردانی شده‌است. بازیگر اصلی فیلم جرارد باتلر است. این سومین قسمت فیلم از این مجموعه پس از سقوط المپیوس (۲۰۱۳) و سقوط لندن (۲۰۱۶) می‌باشد.
سقوط آنجل در تاریخ ۲۳ اوت ۲۰۱۹ توسط لاینزگیت فیلمز به نمایش درآمد. فیلم با واکنش متوسط منتقدان مواجه شد.
پس از موفقیت فیلم در گیشه، دستور ساخت دنباله آن از سوی کمپانی صادر شد.

## خلاصه داستان
چند سال بعد از وقایع فیلم قبلی، سخنگو آلن ترامبل رئیس‌جمهور جدید ایالات متحده آمریکا شده‌است. ترامبل، بنینگ را به عنوان فرمانده سرویس مخفی انتخاب می‌کند. هم‌زمان، حمله به جان رئیس‌جمهور باعث می‌شود تا انگشت اتهام به سوی بنینگ نشانه رفته و او توسط گروه خودش و اف‌بی‌آی تحت تعقیب قرار بگیرد. بنینگ تصمیم می‌گیرد تا با پیدا کردن مجرم اصلی، خود را تبرئه کند.

## بازیگران
- جرارد باتلر در نقش مایک بنینگ
- مورگان فریمن در نقش رئیس‌جمهور ایالات متحده آمریکا آلن ترامبل
- دنی هاستون در نقش واد جنینگز[۶]
- مایکل لندس در نقش سام ویلکاکس، رئیس ستاد کاخ سفید[۷]
- تیم بلک نلسون در نقش معاون رئیس‌جمهور کربی[۸]
- نیک نولت[۹] در نقش کلی بانینگ.
- پایپر پرابو[۱۰] در نقش لیه بانینگ، همسر مایک.
- جادا پینکت اسمیت[۱۱] در نقش هلن تامپسون، مآمور اف‌بی‌ای.
- لنس ردییک به نقش مدیر سرویس خلیج گنتری[۱۲]
- آنتونیو بستورف[۱۳]
- اوری فیفر